# 熊澤寬道
熊澤寬道（1889年12月18日—1966年6月11日）是一位日本僧人和商人。他在二戰日本投降之後的盟軍佔領日本時期，自稱是日本皇位的正統繼承人，人稱大延天皇、熊澤天皇，並要求昭和天皇退位。他也是最為出名的日本自稱天皇者。

## 生平
熊澤寬道出生在愛知縣名古屋市，幼名金四郎（俗稱「金君」）。其生父熊澤彌三郎以經營農業為生，寬道是其第三子。寬道在愛知縣讀完小學後，於1910年應徵加入了豐橋騎兵連隊，1913年進入淨土宗西山派專門學寮學習，畢業後成為淨土宗西山派的傳教僧人。但他在1931年就還俗了，同年在名古屋市開了一家洋品雜貨店。
熊澤寬道在明治年間成為熊澤大然的養子，並為自己取了皇族的諱尊熟王。而熊澤大然自稱是南朝天皇的子孫，當時正在請求獲得官方承認。熊澤大然死後，熊澤寬道宣佈登基為南朝第118代天皇。1920年步其養父後塵，以天皇的名義向當時的內閣要員近衛文麿、東條英機、荒木貞夫、德富蘇峰等人送信。此外，熊澤在1935年（昭和10年）左右，與另一位自稱是天皇的人物葛原天皇一起，前往福島縣雙葉郡浪江町大堀村一帶發掘後南朝勢力埋藏的寶藏。
1945年，熊澤寬道位於名古屋市千種區的雜貨店毀於戰火，熊澤失去了生活來源。同年日本投降，聯合國軍佔領日本。11月，熊澤寬道向聯合國軍最高司令官總司令（GHQ）麥克阿瑟送達了請願書，自稱是日本正統的天皇。
翌年1月，5名美國記者隨GHQ的將校訪問了熊澤寬道，此事件為生活雜誌、美聯社、路透社等媒體爭相報導。日本新聞界稱之為熊澤天皇，熊澤一夜間成為了名人。熊澤的支持者為他提供了資金和公寓。此外，又有4名自稱熊澤天皇的人物現身了。
日本政府對這位熊澤天皇進行了調查。相對於天皇制批判自由和言論自由，調查人員認為其觸犯了不敬罪。但熊澤並沒有被起訴，而不敬罪在1947年被從法律中廢除。
1946年5月，熊澤寬道創立了名叫「南朝奉戴國民同盟」的團體，並且在全國各地進行南朝正統性的遊說。在昭和天皇巡幸全國期間，熊澤寬道會見昭和天皇，當面要求其退位，但遭拒絕。體制派的歷史學家對熊澤寬道的祖先熊野宮信雅王的真實存在性進行了否定，展開了反對熊澤的宣傳活動。而GHQ決定利用昭和天皇進行統治日本，日本人對熊澤的熱情逐漸冷淡了下來。為了打破這種形勢，熊澤寬道於1947年3月擔任南朝奉戴國民同盟的總裁，同年10月組成正皇黨，但在黨首選舉中失敗。此後親近的人紛紛背他而去，其妻也離開了他。
1951年，熊澤以「天皇裕仁（昭和天皇）從正統的南朝天皇非法奪取帝位，由於欺騙國民，不適合擔任天皇（天皇裕仁は正統な南朝天皇から不法に帝位を奪い国民を欺いているのであるから天皇に不適格である）」為由，向東京地方裁判所提起訴訟。但裁判所以「對天皇沒有審判權（天皇は裁判権に服さない）」為由，駁回了其上訴。（皇位不適格訴訟）
受到挫折後，熊澤轉而利用週刊誌和同人誌獲取支持，並在一些南朝相關的電影中主張南朝的正統性。1957年讓位給了自己的養子尊信天皇（熊澤尊信），熊澤本人自稱法皇。1960年的第29回眾議院議員總選舉中，熊澤對主張廢除天皇體制的日本共產黨黨員神山茂夫表示支持。
1966年，熊澤寬道因胰腺癌在東京板橋病院逝世。

## 熊澤寬道的皇位繼承主張
熊澤寬道認為，熊澤家被足利氏剝奪了帝位。在應仁之亂發生之際，西軍的武將斯波氏擔任尾張守護職，宗良親王的末裔大橋氏、同楠木氏等南朝武將隱居於尾張國時之島（今愛知縣一宮市）。南朝後龜山天皇的後裔，自第9代熊野宮信雅王開始改名乘為「熊澤氏」（從熊野宮的「熊」字和奧州地名澤邑的「澤」字中各取一字）。由於信雅王是後龜山天皇的養子，因此自己在系譜上理所當然的是後龜山天皇的直系子孫。
熊澤寬道所主張的系譜圖如下：
熊野宮信雅王→南帝王（西陣南帝）→熊澤廣敷王→熊澤玄理王→熊澤守久王→熊澤直行王→熊澤廣良王→熊澤尊春王→熊澤尊成王→熊澤尊泰王→熊澤尊憲王（熊澤大然）→熊澤天皇 / 熊澤尊熟王（熊澤寬道）

## 著作
- （三秘同心会、1962年（昭和37年））

## 外部連結
- （简体中文） 杂货铺走出的日本天皇：向麦克阿瑟控告“裕仁篡位”[永久]